# Jaap Reesema
Jaap Siewertsz van Reesema (Terwolde, 28 oktober 1984) is een Nederlandse zanger die optreedt onder de artiestennamen Jaap Reesema en Jake Reese. Jake Reese was bedoeld voor de internationale markt, samen met Hardwell.

## Biografie
Reesema groeide op in Terwolde als jongste zoon in een gezin met vijf kinderen, hij is een telg van het Nederlandse patriciërsgeslacht Siewertsz van Reesema. Beide ouders zijn werkzaam als reumatoloog.
Reesema studeerde rechten aan de Erasmus Universiteit Rotterdam en tevens korte tijd media en cultuur aan de Universiteit van Amsterdam. 

## Carrière
Hij was tot 2011 de frontman van de Hermes House Band, de gelegenheidsband van het Rotterdamsch Studenten Corps. In 2009 deed hij mee aan de talentenbattle in het televisieprogramma Carlo & Irene: Life4You. Op 29 mei 2010 won Reesema met 51 procent van de stemmen het derde seizoen van X Factor met zijn vertolking van het nummer Don't Stop Believin'. Reesema won een platencontract bij Sony BMG en een auto. Hierna trad hij op tijdens de TMF Awards 2010. De single kwam in de top 40 binnen op nummer 21.
Kort na de overwinning in X Factor begon Reesema met het werken aan een album in Brussel. Tijdens de schrijf- en opnamesessies werkte de zanger met onder anderen producer Gordon Groothedde. De eerste single Walk To The Other Side verscheen op 29 oktober 2010 maar behaalde geen hitnotering. Op 27 mei 2011 kwam zijn album Changing Man uit, een plaat bestaande uit Engelse en Nederlandstalige liedjes die geen groot succes werd. Reesema was een van de vijftig artiesten die in april 2013 meezong aan het Koningslied van John Ewbank. In 2013 behaalde hij zijn mastertitel rechten en opende hierna samen met Sander Schimmelpenninck een horecazaak in de Amsterdamse wijk De Pijp. Reesema is getrouwd met Kim Kötter; het echtpaar heeft samen drie zonen. Hij leerde haar kennen in Club Panama: zij was jurylid, hij zat in het publiek bij een modellenwedstrijd.
In 2014 zong Reesema samen met zangeres Jill Helena het nummer Goede tijden, slechte tijden dat als titelsong werd gebruikt voor de gelijknamige RTL 4-soap Goede tijden, slechte tijden. Hun variant was tot 2018 als titelsong van de soap te horen.
In 2016 maakte Reesema een gastverschijning in het liedje Encore van de Duitse danceact Scooter, op hun album Ace. In 2017 was hij samen met zijn vrouw te zien in het RTL 4-programma Een goed stel hersens. In 2018 werd Jaap Reesema door de Vlaamse producer en dj Regi betrokken bij diens soloprojecten. Ze scoorden onmiddellijk een nummer 1-hit in Vlaanderen met Ellie. 
In 2019 startte Reesema samen met Sander Schimmelpenninck een podcast genaamd Zelfspodcast, waarin zij hun dagelijkse leven bespraken aan de hand van verschillende onderwerpen per aflevering. De podcast heeft hij met Schimmelpenninck en Titus van Dijk uitgebouwd tot mediaproductiebedrijf Tonny Media. Eveneens in 2019 was de hitsingle Summer Life de zomerhit in Vlaanderen, opnieuw in samenwerking met Regi en de zangeres OT. 
In maart 2020, zo'n tien jaar na zijn eerste en laatste hit in Nederland, stond Reesema op nummer 1 in de VRT Top 30 met Kom wat dichterbij, een nummer dat hij had gemaakt met Regi en zangeres Olivia voor het programma Liefde voor Muziek. Tevens won hij met dit nummer de VRT Radio 2 Zomerhit en brak met 24 weken op 1 in de Vlaamse Ultratop 50 het record van langst op 1 genoteerde single aller tijden in de lijst voor Nederlandstalig werk uit Vlaanderen.
In januari 2021 bereikte het duet Nu wij niet meer praten (gezongen met Pommelien Thijs) de eerste plaats van de Nederlandse Top 40. Sinds 2021 is hij te zien als jurylid in het VTM 2-programma Regi Academy. Minder succesvol was in 2021 zijn en Armin van Buurens bijdrage in de toeloop naar het Eurovisiesongfestival 2022; S10 werd er naar uitgezonden, achteraf tot opluchting van Reesema. Hij wilde liever in het Nederlands blijven zingen en het "overdreven" showelement zinde hem niet.
In 2022 was Reesema te gast bij I Can See Your Voice en stond hij centraal in een aflevering van de televisieserie Beste Zangers op NPO 1. In 2023 was Reesema twee seizoenen te zien als teamleider in het RTL 4-televisieprogramma DNA Singers. In datzelfde jaar was hij ook te zien in het Belgische televisieprogramma Liefde voor muziek.
Op 29 juli 2023 stond Reesema in de Grote Zaal van het Koninklijk Concertgebouw, in de serie zomerconcerten werden (weer) popmusici uitgenodigd. Hij nam in 2024 deel aan het quizprogramma De Pappenheimers.